# Unterseeboot 167 (1942)
Pour les articles homonymes, voir Unterseeboot 167.
L'Unterseeboot 167 (ou U-167) est un sous-marin allemand (U-Boot) de type IX.C/40 utilisé par la Kriegsmarine pendant la Seconde Guerre mondiale.

## Historique
Mis en service le 4 juillet 1942, l'Unterseeboot 167 reçoit sa formation à Stettin en Pologne au sein de la 4. Unterseebootsflottille jusqu'au 30 novembre 1942, il est affecté dans une formation de combat à Lorient dans la 10. Unterseebootsflottille.
Il quitte le port de Bergen pour sa première patrouille le 21 décembre 1942 sous les ordres du Kapitänleutnant Kurt Neubert. Après 27 jours en mer, il rejoint la base sous-marine de Lorient le 16 janvier 1943.
L'Unterseeboot 167 effectue deux patrouilles dans lesquelles il coule un navire marchand de 5 449 tonneaux et endommage un navire marchand de 7 200 tonneaux au cours de ses 66 jours en mer.
Sa deuxième patrouille part du port de Lorient le 27 février 1943 toujours sous les ordres de Kurt Sturm. Après 39 jours en mer et un palmarès d'un navire marchand coulé de 5 449 tonneaux et d'un navire marchand endommagé de 7 200 tonneaux, l'U-167 est coulé à son tour le 6 avril 1943 dans l'océan Atlantique nord au large des îles Canaries, à la position géographique approximative de 27° 47′ N, 15° 00′ O à la suite d'une attaque le 5 avril 1943 par des charges de profondeur lancées d'un avion britannique Lockheed Hudson de l'escadron Sqdn. 233/L
Le bateau étant sérieusement endommagé, l'équipage de l'U-167 le saborde devant les côtes de la Grande Canarie. Les sous-mariniers dans leurs canots de sauvetage rejoignent la terre avec l'aide de bateaux de pêche.
Les sous-marins U-159 et U-455 rapatrient l'équipage le 16 avril 1943.
Les 50 hommes de l'équipage sont donc sains et saufs.
Le 23 décembre 1951, l'U-167 est renfloué par l'Espagne. Déclaré inutilisable militairement, il sert à la réalisation d'un film ; puis, est démoli.

## Affectations successives
- 4. Unterseebootsflottille du 4 juillet au 30 novembre 1942 (entrainement)
- 10. Unterseebootsflottille du 1er décembre 1942 au 6 avril 1943 (service actif)

## Commandement
- Kapitänleutnant Kurt Neubert du 4 juillet 1942 au 8 février 1943
- Leutnant zur See Günter Zahnow du 8 au 16 janvier 1943
- Kurt Stur du 5 février au 6 avril 1943

Nota : Les noms de commandants sans indication de grade signifie que leur grade n'est pas connu avec certitude à notre époque (2013) à la date de la prise de commandement

## Patrouilles
|       | Commandant          | Départ            | Départ  | Arrivée         | Arrivée | Jours    | Succès   |
| ----- | ------------------- | ----------------- | ------- | --------------- | ------- | -------- | -------- |
|       | Kptlt. Kurt Neubert | 1er décembre 1942 | Kiel    | 8 décembre 1942 | Bergen  | 8 jours  |          |
| 1     | Kptlt. Kurt Neubert | 21 décembre 1942  | Bergen  | 16 janvier 1943 | Lorient | 27 jours |          |
| 2     | Kurt Sturm          | 27 février 1943   | Lorient | 6 avril 1943    | Coulé   | 39 jours | 12 649   |
| Total | Total               | Total             | Total   | Total           | Total   | 66 jours | 12 649 t |

Note : Kptlt. = Kapitänleutnant

Nota : Les noms de commandants sans indication de grade signifie que leur grade n'est pas connu avec certitude à notre époque (2013) à la date de la prise de commandement

### Opérations Wolfpack
L'U-167 a opéré avec les Wolfpacks (meute de loups) durant sa carrière opérationnelle :
1. Falke (28 décembre 1942 - 8 janvier 1943)
2. Unverzagt (12 mars 1943 - 19 mars 1943)
3. Seeräuber (25 mars 1943 - 30 mars 1943)

## Navires coulés
L'Unterseeboot 167 a coulé un navire marchand de 5 449 tonneaux et a endommagé un navire marchand de 7 200 tonneaux au cours des deux patrouilles (66 jours en mer) qu'il effectua.
| Date         | Nom           | Nationalité     | Tonnage (GRT) | Fait      |
| ------------ | ------------- | --------------- | ------------- | --------- |
| 17 mars 1943 | Molly Pitcher | USA             | 7 200         | Endommagé |
| 28 mars 1943 | Lagosian      | Grande-Bretagne | 5 449         | Coulé     |